# Islam Magomedov
Islam Kurbanovič Magomedov (Ислам Курбанович Магомедов, * 8. února 1991 Machačkala) je ruský reprezentant v řeckořímském zápase, držitel titulu mistra sportu mezinárodní třídy. Soutěží v těžké váze za klub Dynamo Rostov, jeho trenérem je Islam Dugučijev.
Je juniorským mistrem světa z let 2010 a 2011 a mistrem Ruska ve váze do 98 kg z let 2015 a 2016. Na Evropských hrách 2015 v Baku vyhrál soutěž v těžké váze a tím se stal zároveň mistrem Evropy, na mistrovství světa v zápasu řecko-římském 2015 v Las Vegas získal bronzovou medaili a tím se kvalifikoval na olympijské hry 2016. Na olympiádě obsadil osmé místo, když v prvním zápase zdolal Estonce Ardo Arusaara a ve čtvrtfinále ho porazil Cenk İldem z Turecka.
Je příslušníkem národa Darginců žijícího v Dagestánu.